# MARK1

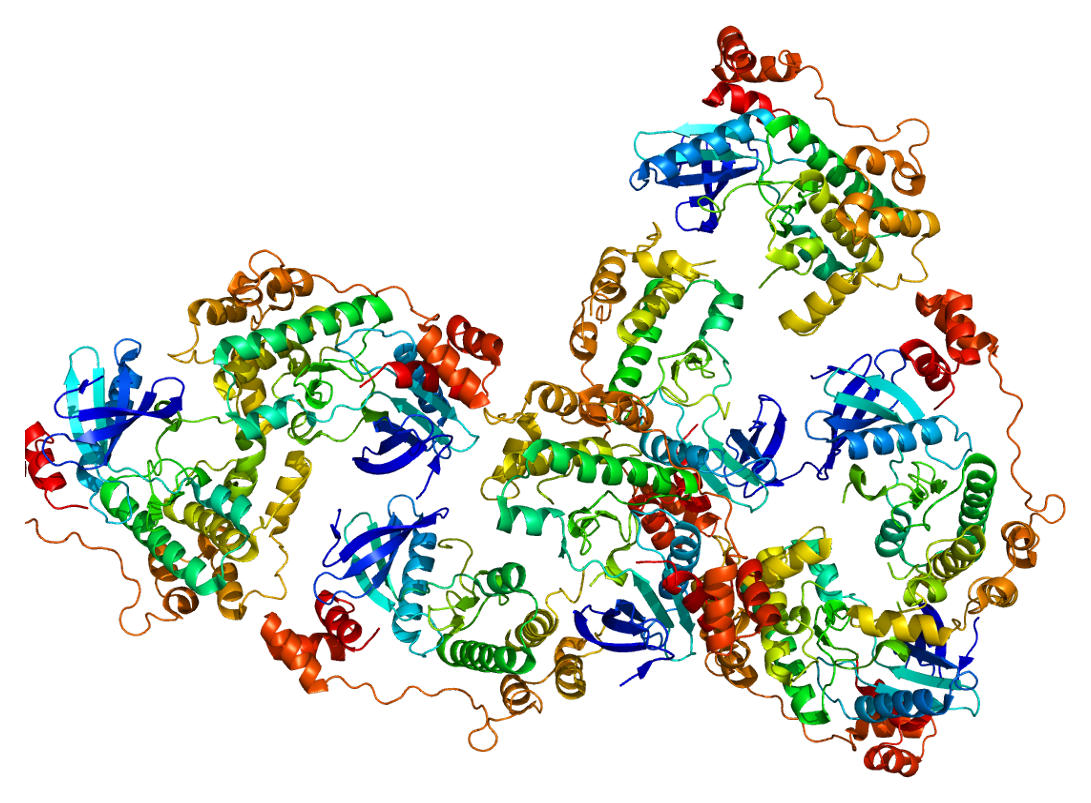
Struktura MARK1

MARK1 – gen kodujący białko kinazy białkowej. Gen MARK1 (MAP/microtubule affinity-regulating kinase 1) znajduje się w locus 1q41.